# Farce (Theater)
Eine Farce [fɑrs] ist eine Komödie, die das Ziel hat, die Zuschauer durch die Darstellung von unwahrscheinlichen oder extravaganten, aber häufig denkbaren Situationen, Verkleidungen und Verwechslungen zu unterhalten. Sprachlicher Humor inklusive Wortspielen und sexueller Anspielungen sowie ein schnelles Tempo, das im Verlaufe des Stückes noch schneller wird, und bewusste Absurdität oder Unsinn sind ebenfalls häufig in einer Farce zu finden.

## Etymologie und Geschichte
Das Wort „Farce“ stammt ursprünglich aus der Küchensprache und bezeichnet eine Füllung aus kleingehacktem Fleisch (vgl. Farce (Küche)). Im übertragenen Sinn wurde dies dann auf die in mittelalterliche geistliche Schauspiele eingeschobenen (sozusagen „eingefüllten“), possenhaften Einlagen angewandt, aus denen sich schließlich eigenständige Darbietungen entwickelten. Ein historischer Vorläufer sind die Atellanen aus dem römischen Theater.
Eine pejorative Deutungsverschiebung markiert der Gebrauch des Wortes bei Karl Marx in seiner Schrift Der achtzehnte Brumaire des Louis Bonaparte (1852): 

„Hegel bemerkt irgendwo, daß alle großen weltgeschichtlichen Tatsachen und Personen sich so zu sagen zweimal ereignen. Er hat vergessen hinzuzufügen: das eine Mal als große Tragödie, das andre Mal als lumpige Farce.“

## Charakteristika
Im Gegensatz zu romantischen Komödien enthält die Farce normalerweise keine traditionelle Handlung, die frustrierte Liebende, die Hindernisse überwinden, zeigt. Der Fokus liegt häufiger darauf, dass eine Grenze überschritten wird oder etwas vor den anderen Figuren verheimlicht werden soll, und auf einer daraus resultierenden unvorhersehbaren Kettenreaktion. In einer Farce im Theater gibt es normalerweise nur einen Spielort. Dabei handelt es sich häufig um Gesellschaftsräume in Familienhäusern, die viele Türen zu angrenzenden Räumen haben. Als Alternative kann es sich bei diesem Spielort auch um ein Hotel, ein Krankenhaus oder ein Büro handeln.
Da es keine Zeit gibt, über die Geschehnisse zu raisonieren und die nächsten Schritte zu planen, kommt die Hauptfigur, die etwas zu verschweigen hat, in der fälschlichen Annahme, dass Handeln besser sei als enttarnt zu werden oder die Wahrheit zuzugeben, an einen Punkt ohne Rückkehr. Dadurch verwickelt sie sich immer stärker in Schwierigkeiten.
Die „Leiche im Keller“ (Beispiel: Arsen und Spitzenhäubchen, ursprünglich ein Theaterstück) kann echt oder eingebildet sein (z. B. ein Missverständnis oder Fehlinterpretation von Fakten). Es kann sich um ein Geheimnis handeln, das die Gegenwart betrifft, oder auch eine lang vergessene Vergangenheit, die plötzlich wieder auftaucht und nun eine Bedrohung für die Sicherheit und den Frieden der Figur darstellt oder zumindest darzustellen scheint. Die Themen der Farce zeigen die Sitten der Zeit auf: Im späten 19. Jahrhundert handelte es sich häufig um eine Frau, die über ihr Alter lügt, oder einen Mann, der Vater eines unehelichen Kindes ist. Im Laufe des 20. Jahrhunderts ging es hauptsächlich um Untreue. Hier versucht der Protagonist zu verhindern, dass die außereheliche Affäre bekannt wird. Sehr erfolgreich ist auch die moderne Farce „Noises off“ (Deutsch: „Der nackte Wahnsinn“) von Michael Frayn, die eine ziemlich unsinnige Bühnenaufführung mit trotzdem „alltäglichen“ und „attraktiven“ Elementen ausstattet, bei der der Spielverlauf im ersten Akt aus der Zuschauerperspektive, im zweiten Akt hinter den Kulissen (d. h. aus der Perspektive der Schauspieler) und im dritten Akt wieder aus der Zuschauerperspektive – aber mit abermaligen Überraschungen – dargestellt bzw. persifliert wird.
Viele Farcen bewegen sich schnell auf die Klimax zu, in der das Problem auf die eine oder andere Weise gelöst wird, häufig durch eine überraschende Wendung durch den Einsatz eines deus ex machina. Normalerweise gibt es ein Happy End. Zur Freude des Publikums wird der Gerechtigkeit nicht immer gefolgt: Der Protagonist kommt davon, auch wenn er sich kriminell verhalten hat.
Eine Farce ist normalerweise sehr tolerant gegenüber Verstößen und zeigt Menschen als eitel, irrational, käuflich, kindisch und Automatismen zugeneigt. Aus diesem Grund ist die Farce häufig kombiniert mit der Satire. Bei der Farce handelt es sich nicht nur um ein Genre, sondern auch um eine höchst flexible dramatische Form, die häufig mit anderen Formen kombiniert wird.
Mit lächerlichen, weit hergeholten Situationen, schnellen, witzigen Wortgefechten und physischem Humor bietet die Farce eine Grundlage für Sitcoms im Fernsehen, im Stummfilm und in Screwball-Komödien. Bedeutende zeitgenössische Autoren von Farcen sind u. a. Alan Ayckbourn und Dario Fo.
In Japan gibt es eine jahrhundertealte Tradition der Farce. Die sogenannten Kyōgen sind Stücke, die als komische Abwechslung zu den langen, ernsthaften Nō-Stücken gespielt werden.
Die Farce ist neben Tanz und Musik ein wesentliches Element vieler indischer Volksschauspiele. Im westindischen Theaterstil Tamasha werden in einer humorvoll-doppeldeutigen Sprache politische und soziale Probleme angesprochen.